# Cuasso al Monte
Cuasso al Monte là một đô thị ở tỉnh Varese trong vùng Lombardia, có cự ly khoảng 50 km về phía tây bắc của Milan và khoảng 6 km về phía đông bắc của Varese. Tại thời điểm ngày 31 tháng 12 năm 2004, đô thị này có dân số 3.252 người và diện tích là 16,4 km².
Cuasso al Monte giáp các đô thị: Arcisate, Besano, Bisuschio, Brusimpiano, Cugliate-Fabiasco, Marchirolo, Marzio, Porto Ceresio, Valganna.